# Charles Fuller Baker
Pour les articles homonymes, voir Fuller et Baker.
Charles Fuller Baker est un entomologiste, un botaniste, un agronome et un collectionneur américain, né le 22 mars 1872 à Lansing dans le Michigan et mort le 22 juillet 1927 à Manille.

## Biographie
Après des études à l'école d'agriculture du Michigan, il devient assistant de Clarence Preston Gillette (1859-1941) à l'école d'agriculture du Colorado. Baker commence ses recherches et ses collections en botanique et entomologie, il fait aussi paraître ses premières publications.
Parmi elles, il faut citer une étude des hémiptères du Colorado (A Preliminary List of the Hemiptera of Colorado) qu'il signe avec C.P. Gillette.
En 1893, il est chargé de présenter la foresterie et la zoologie du Colorado à la Columbian Exposition de Chicago. Entre 1897 et 1899, il travaille pour l'Institut polytechnique de l'Alabama.
Il participe en 1898-1899 à l'expédition de Herbert Huntington Smith (1851-1919) dans les montagnes de Santa Marta de Colombie.
De 1899 à 1901, il enseigne la biologie à la Central High School de Saint Louis. Il étudie à l'université Stanford de Californie avec Vernon Lyman Kellogg (1867-1937). Il y obtient en 1903 son Master of Sciences.
Toujours en 1903 et grâce à l'intervention d'Albert John Cook (1842-1916), il obtient un poste de professeur-assistant au Pomona College mais n'y reste qu'une année. C'est à cette époque qu'il commence à publier sur les invertébrés du Pacifique.
Il s'installe alors à Cuba où il devient directeur du département de botanique de la station agronomique de Santiago de las Vegas. Poste qu'il conserve jusqu'en 1907. Il se rend alors au Brésil où il devient conservateur de l'herbier et du jardin botanique du Museu Goeldi de Pará. Durant l'année qu'il passe dans ce pays, il amasse une grande collection de plantes et d'insectes. Il retourne au Pomona College en 1908.
Il convainc Cook de financer des périodiques scientifiques. C'est ainsi que commence la parution, en mars 1909, du Journal of Entomology et en février 1911 du Journal of Economic Botany. Plus tard, les travaux de la station de biologie marine du Pomona College paraîtront sous le titre de Annual Report of the Laguna Marine Laboratory (1912).
En octobre 1911, la nomination d’A.J. Cook à la Commission d’horticulture de Californie bouleverse tellement les activités du département de zoologie, qu’il accepte le poste de professeur d’agronomie à l’université de Manille que lui offre son ami, le doyen Edwin Bingham Copeland (1873-1964). Il conserve ce poste de nombreuses années sauf en 1917-1918, où il est directeur-assistant du jardin botanique de Singapour.
Baker consacre son temps libre à sa collection d’insectes et à ses élevages. Après son départ de Cuba, il finance un collecteur, Julian Hernandez, qu’il avait formé lui-même. Il s’intéresse aussi à la botanique et à la mycologie de l’archipel philippin.
Sa santé devenant défaillante, il souhaite revenir aux États-Unis et se consacrer à ses recherches. Malheureusement, les négociations pour l’obtention d’un poste à la California Academy of Sciences échouent. David L. Crawford (1889-1941?), l’un de ses anciens élèves et président de l’université d’Hawaii, lui offre alors un poste. Mais il meurt quelques jours seulement après que le bureau du l’université des Philippines l'a nommé professeur d’agriculture tropicale et doyen émérite de la station expérimentale.
Baker laisse une immense collection de 400 000 spécimens étalés, rangés dans 1 500 boîtes, toutes pleines, et 200 000 non étalés. Il s’agit de la plus grande collection privée sur la région Pacifique. La plupart de ses insectes sont actuellement conservés par le National Museum of Natural History et son herbier par l’université des Philippines.

## Source
- Edward Oliver Essig (1931). A History of Entomology. Mac Millan (New York) : vii + 1029 p.